# Петровка (Баликлинська сільська рада)
Петро́вка (рос. Петровка, башк. Петровка) — присілок у складі Федоровського району Башкортостану, Росія. Входить до складу Баликлинської сільської ради.
Населення — 32 особи (2010; 47 в 2002).
Національний склад:
- росіяни — 55%